# Luan Vieira
Luan Vieira vagy egyszerűen: Luan (São José do Rio Preto, 1993. március 27. –) brazil válogatott labdarúgó. Jelenleg a Corinthians csatára.

## Pályafutása

### Kezdeti évek
Pályafutását nyolcévesen kezdte, eleinte futsalozott, korábban atletizált. Fiatal korában több kisebb klubban megfordult hosszabb-rövidebb idei, így volt a Tanabi Esporte Clube, a Catanduvense labdarúgója is mielőtt a Grêmio felfigyelt rá és szerződtette.

### Grêmio
Mivel fejlődése töretlen maradt, 2014-ben felkerült a nagy csapathoz, majd január 19-én bemutatkozott a brazil első osztályban, a São José csapata ellen.
A 2015-ös bajnokság során meghatározó tagjává vált csapatának, 33 mérkőzésen tíz gólt szerzett, és hét gólpasszt osztott ki, aminek köszönhetően a bajnokság végén beválasztották az év csapatába, és az idény játékosa szavazáson a második helyen végzett.
A következő idényben nem ment ilyen jól sem neki, sem a csapatának, igaz bemutatkozhatott a Copa Libertadoresben.

### Corinthians
2019. decemberében jelentették be, hogy a Corinthians csapatához szerződött 4 évre.

### Válogatott
Luan a 2016-os Copa América előtt a bővebb keretbe még bekerült, azonban a tornán részt vevő 23 játékos között már nem szerepelt a neve.
Az ugyancsak ebben az évben megrendezett hazai olimpián már játéklehetőséget kapott,
így ő is tagja volt a végül aranyérmet szerző csapatnak. A Kolumbia elleni negyeddöntőben ő szerezte a brazilok második gólját.

## Sikerei, díjai
Brazília U23
- Olimpiai játékok
  - aranyérmes: 2016, Rio de Janeiro

## Statisztika
2015. november 29.
| Klub         | Szezon   | Bajnokság                | Bajnokság | Bajnokság | Állami bajnokság | Állami bajnokság | Kupa     | Kupa | Nemzetközi | Nemzetközi | Más      | Más | Összesen | Összesen |
| Klub         | Szezon   | Bajnokság                | Mérkőzés  | Gól       | Mérkőzés         | Gól              | Mérkőzés | Gól  | Mérkőzés   | Gól        | Mérkőzés | Gól | Mérkőzés | Gól      |
| ------------ | -------- | ------------------------ | --------- | --------- | ---------------- | ---------------- | -------- | ---- | ---------- | ---------- | -------- | --- | -------- | -------- |
| Tanabi       | 2012     | Paulista Segunda Divisão | —         | —         | 9                | 2                | —        | —    | —          | —          | —        | —   | 9        | 2        |
| Catanduvense | 2013     | Paulista A2              | —         | —         | 1                | 0                | —        | —    | —          | —          | —        | —   | 1        | 0        |
| Grêmio       | 2014     | Série A                  | 28        | 4         | 14               | 3                | 1        | 0    | 7          | 1          | —        | —   | 50       | 8        |
| Grêmio       | 2015     | Série A                  | 32        | 10        | 15               | 4                | 8        | 3    | —          | —          | —        | —   | 55       | 17       |
| Grêmio       | 2016     | Série A                  | 15        | 6         | 0                | 0                | 0        | 0    | —          | —          | —        | —   | 15       | 6        |
| Összesen     | Összesen | Série A                  | 75        | 20        | 29               | 7                | 9        | 3    | 7          | 1          | —        | —   | 120      | 31       |
| Összesen     | Összesen | Összesen                 | 75        | 20        | 39               | 9                | 9        | 3    | 7          | 1          | —        | —   | 130      | 33       |